# Широкий Яр (Богодухівський район)
Широ́кий Яр — село в Золочівській громаді Богодухівського району Харківської області України. Населення становить 21 осіб.

## Географія
Село Широкий Яр знаходиться на березі річки Грайворонка, вище за течією на відстані 3 км розташоване село Лютівка, нижче за течією примикає до сіл Завадське та Клинова-Новоселівка. Поруч із селом проходить автомобільна дорога Т 2103.

## Історія
12 червня 2020 року, розпорядженням Кабінету Міністрів України № 725-р «Про визначення адміністративних центрів та затвердження територій територіальних громад Харківської області», увійшло до складу Золочівської селищної громади.
19 липня 2020 року, в результаті адміністративно-територіальної реформи та ліквідації Золочівського району, село увійшло до складу Богодухівського району.